# Kanton Marseille-La Blancarde
Der Kanton Marseille-La Blancarde war bis 2015 ein französischer Wahlkreis im Arrondissement Marseille, im Département Bouches-du-Rhône und in der Region Provence-Alpes-Côte d’Azur. Die landesweiten Änderungen in der Zusammensetzung der Kantone brachten im März 2015 seine Auflösung.
Er umfasste Teile des 4. und 12. Arrondissements von Marseille mit den Stadtteilen:

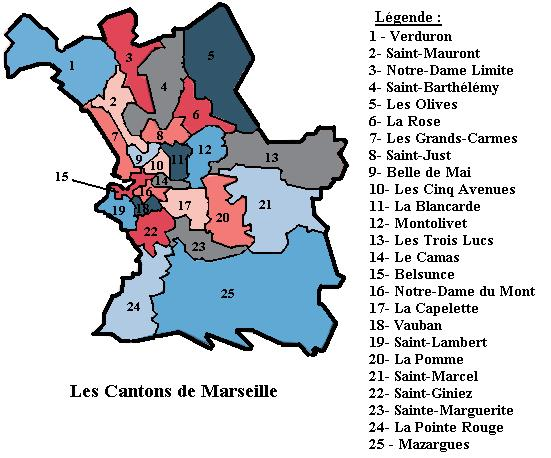
Die Kantonsaufteilung von Marseille bis zum Jahr 2015

- La Blancarde
- Les Chartreux
- Chute Lavie
- Montolivet
- Saint-Barnabé